# Stoloteuthis japonica
Stoloteuthis japonica is een inktvissensoort uit de familie van de Sepiolidae. De wetenschappelijke naam van de soort werd voor het eerst geldig gepubliceerd in 2011 door Kubodera en Okutani.